# Jerzy Kosinski
 (juillet 2008).
Jerzy Kosinski (en polonais : Kosiński), né Józef Lewinkopf le 18 juin 1933 à Łódź et mort le 3 mai 1991 à New York, est un écrivain américain d'origine juive polonaise, auteur entre autres de L'Oiseau bariolé (The Painted Bird, 1965) et La Présence (Being There, 1971), le court roman dont il a tiré le scénario du film Bienvenue, mister Chance (Being There, 1979).

## Biographie
Jerzy Nikodem Kosinski est né à Łódź en Pologne sous le nom de Józef Lewinkopf. Il a survécu avec sa famille à la Seconde Guerre mondiale sous une fausse identité (Jerzy Kosiński) caché chez des paysans polonais dans l'Est du pays. Un prêtre catholique lui a délivré un faux certificat de baptême. Après la guerre, il retourne à Łódź et y étudie les sciences politiques à l'université. Il travaille ensuite à l'Académie polonaise des sciences. Il émigre aux États-Unis en 1957. En 1965, il acquiert la citoyenneté américaine. Il étudie à l'université Columbia, avec l'aide des fondations Guggenheim (1967) et Ford (1968) puis de l'American Academy (1970). Ensuite il devient enseignant aux universités Yale, Princeton, Davenport et Wesleyan.
Jerzy Kosinski a obtenu de nombreux prix littéraires : le National Book Award (1969), la distinction du National Institute of Arts and Letters (1970), le Prix du meilleur livre étranger (1966), entre autres. En 1973, il devient président de la section américaine du PEN club. Il a été également président de l’Institut des études polono-juives à l’Université d’Oxford.
L'Oiseau bariolé (1965), qui lui a apporté sa renommée internationale, est un livre particulier que certains ont affirmé avoir été écrit initialement en polonais, en avançant que Kosinski ne maîtrisait pas encore suffisamment l'anglais à l'époque de l'écriture du roman. Le titre français provient de la traduction de Maurice Pons de 1966, chez Flammarion, qui contient toutefois de très nombreuses erreurs et des coupes dans le texte original. Une traduction intégrale par Christian Vasseur, restituant les paragraphes coupés et les scènes édulcorées existe en format numérique Kindle (Amazon) sous le même titre L'Oiseau bariolé.
Le roman mélange des scènes de guerre dans un pays occupé par les nazis et des éléments fantastiques qui rappellent à certains égards les contes pour enfants (certains personnages font office de sorcières, d'ogres), notamment dans les six premiers chapitres. De manière générale l'œuvre est structurée comme un récit picaresque, qui rappelle le conte voltairien[Interprétation personnelle ?], avec des chapitres autonomes que l'on pourrait presque intervertir sans modifier profondément la nature du texte. Après sa parution, le texte a partagé les critiques entre ceux qui l’interprétaient comme un document autobiographique sur la Shoah et ceux qui le lisaient comme une fiction littéraire. Le roman pourrait être avantageusement rattaché au genre de l'autobiographie fictionnelle (l'auteur lui-même utilise le terme autofiction pour en parler).
En Pologne surtout, sous régime soviétique, l’interprétation documentaire, notamment la manière cruelle dont les paysans sont présentés dans le roman, a causé beaucoup d’émoi, à un tel point que le livre fut censuré, et sa mère, dont une grande partie de la famille avait été exterminée, dut, sous la vindicte populaire, déménager à Varsovie : quand cette dernière mourut, « on fit, écrit Kosinski dans les nouvelles éditions de L'Oiseau bariolé, un sujet de honte et un avertissement à ses amis. Les autorités interdirent tout avis public de funérailles ».
Kosinski laissera longtemps planer le doute, notamment dans ses interviews, sur la nature autobiographique ou non de son récit. Le garçonnet âgé de six ans au début de l'histoire est toutefois un enfant sans nom confié par ses parents à un étranger de passage. À la suite de la mort de la paysanne à qui cet étranger a remis l'enfant (une paysanne nommée Marta dont le nom semble évoquer la racine indoeuropéenne de la mère), le garçon va errer de village en village et subir les pires sévices de la part des paysans locaux qui tantôt l'accueillent tantôt le pourchassent. Ils le prennent en fait pour un petit juif abandonné ou un enfant tsigane en raison de la couleur mate de sa peau et la noirceur de ses cheveux.
Kosinski déclarera par la suite que son récit est un récit de pure fiction, une « métaphore sociétale » opposant un enfant vulnérable et une société en guerre, la première des métaphores d'un cycle de cinq romans. Dans l'introduction adjointe par l’auteur en avant-propos de l’édition de 1976, Kosinski déclare s'être souvenu de la pièce, Les Oiseaux d'Aristophane en écrivant son roman. L'Oiseau bariolé fait avant tout référence à une coutume cruelle consistant à peindre les ailes d'un oiseau avant de le relâcher parmi ses congénères qui ne le reconnaissent pas, coutume que Kosinski prétend avoir observé dans sa jeunesse en Pologne. L'Oiseau peint désigne donc l'enfant plongé parmi les humains qui ne le reconnaissent pas comme étant un des leurs en raison de la couleur de sa peau et de ses cheveux.

À la suite de la censure de son livre et de la campagne de désinformation dont il était l'objet, Kosinski répondit en ces termes : 

« Le réseau de télévision contrôlé par l'État commença une série d'émissions […] où l'on diffusait des interviews avec des personnes qui étaient soi-disant entrées en contact avec moi ou ma famille pendant les années de guerre. […] Ces témoins, qu'on présentait ainsi […] horrifiés de ce qu'ils étaient censés avoir fait […] dénonçaient avec colère le livre et son auteur. »

— Jerzy Kosinski, L'Oiseau bariolé, éditions le livre de poche.
Un autre chef-d’œuvre de Kosinski, La Présence (Being There) a également fait scandale. Le film tiré de ce texte, Bienvenue, mister Chance, a connu un grand succès, mais l'auteur a été accusé de plagiat. L’histoire serait en effet très proche d'un roman de Tadeusz Dołęga-Mostowicz (en), Kariera Nikodema Dyzmy (en) (1932) – une des lectures préférées du jeune Kosiński.[réf. nécessaire]
En 1989, après le changement de régime en Pologne, il participe à la fondation d’une banque américaine en Pologne pour soutenir le processus de démocratisation.
La nuit du 3 mai 1991, il appelle une amie, la chanteuse de jazz Urszula Dudziak, et lui dit : « Je te rappelle quand je me réveillerai ». Il prend des barbituriques avec une grande dose d’alcool et s’allonge dans la baignoire avec un sac en plastique sur la tête. Le matin sa femme, Katherina von Fraunhofer dite Kiki Kosinski, le retrouve mort.

## Influences
Denis Bortek du groupe Jad Wio présente, dans le Webisode no 7 publié par Nouvelle Vague, la chanson Ophélie comme ayant été inspirée par un livre de Jerzy Kosinski.
Le morceau Painted Bird, sur l'album A Kiss in the Dreamhouse du groupe Siouxsie and the Banshees est directement inspiré de son roman du même nom, dont la chanteuse Siouxsie Sioux parle, dans une interview donnée en avril 1982 au magazine New Musical Express, comme d'un livre "très violent", où elle identifie cependant "une sorte de motif abstrait".

## Œuvre

### Sous le pseudonyme Joseph Novak
- 1960 : The Future Is Ours, Comrade
- 1962 : No Third Path

### Sous la signature Jerzy Kosinski
- 1965 : The Painted Bird L'Oiseau bariolé, traduit pas Maurice Pons, Paris, Flammarion, 1966 ; rééditions, J'ai lu no 270-271, 1967 ; J'ai lu no 270, 1973 ; LGF, coll. « Le Livre de poche » no 5233, 1979  (ISBN 2-253-02160-1) ; J'ai lu no 270, 1999  (ISBN 978-2-290-00270-4)[3] ; J'ai lu no 270, 2000  (ISBN 978-2-290-30855-4) ; J'ai lu no 270, 2007  (ISBN 978-2-290-00628-3)

L'Oiseau bariolé, nouvelle traduction par Christian Vasseur, Kindle eBook, Amazon, 2013
- 1968 : Steps Les Pas, traduit par Paule Gertrand, Paris, Flammarion, coll. « Lettres étrangères », 1969 ; réédition, Paris, LGF, coll. « Le Livre de poche » no 4845, 1976  (ISBN 2-253-01441-9) Des pas, nouvelle traduction par Michelle Fingère, Genève, Métropolis, coll. « Les Oublié-e-s », 2002  (ISBN 2-88340-126-8)
- 1970 : Being There (court roman) La Présence, traduit par Paule Gertrand, Paris, Flammarion, coll. « Lettres étrangères », 1971 ; réédition, Paris, LGF, coll. « Le Livre de poche » no 4759, 1976  (ISBN 2-253-01300-5) ; réédition sous le titre Bienvenue, mister Chance, Paris, Flammarion, 1980 ; réédition sous ce nouveau titre, Paris, LGF, coll. « Le Livre de poche » no 5480, 1980  (ISBN 2-253-02650-6) Mr Chance, nouvelle traduction par Michelle Fingère, Genève, Métropolis, coll. « Les Oublié-e-s », 2002  (ISBN 2-88340-130-6)
- 1973 : The Devil Tree La Sève du diable, traduit par Claudine Page, Paris, Flammarion, coll. « Lettres étrangères », 1974 ; réédition, Paris, LGF, coll. « Le Livre de poche » no 4878, 1977  (ISBN 2-253-01545-8) ; réédition revue et augmentée par Bernard Mocquot sous le titre Le Baobab, Paris, Hachette, 1981  (ISBN 2-01-008308-3)
- 1975 : Cockpit Cockpit, traduit par Anne Rabinovitch, Paris, Flammarion, coll. « Lettres étrangères », 1976  (ISBN 2-08-060878-9) ; réédition, Paris, LGF, coll. « Le Livre de poche » no 5066, 1978  (ISBN 2-253-01860-0)
- 1977 : Blind Date Le Partenaire inconnu, traduit par Anne Rabinovitch, Paris, Flammarion, coll. « Lettres étrangères », 1978  (ISBN 2-08-064081-X) ; réédition, Paris, LGF, coll. « Le Livre de poche » no 5387, 1980  (ISBN 2-253-02467-8)
- 1979 : Passion Play Le Jeu de la passion, traduit par Bernard Mocquot, Paris, Fayard, 1980  (ISBN 2-213-00851-5) ; réédition, Paris, LGF, coll. « Le Livre de poche » no 5499, 1981  (ISBN 2-253-02669-7)
- 1982 : Pinball Flipper, traduit par Bernard Mocquot, Paris, Hachette, 1982  (ISBN 2-01-008688-0) ; réédition, Paris, LGF, coll. « Le Livre de poche » no 5779, 1983  (ISBN 2-253-03226-3)
- 1988 : The Hermit of 69th Street: the Working Papers of Norbert Kosky L'Ermite de la 69e rue : notes de travail de Norbert Kosky, traduit par Fortunato Israël, Paris, Plon, coll. « Feux croisés », 1993  (ISBN 2-259-02606-0)

### Publications à titre posthume
- 1992 : Passing By (Selected Essays, 1962-1991)
- 2012 : Oral Pleasure: Kosinski as Storyteller

## Adaptations cinématographiques
- 1979 : Bienvenue Mister Chance (Being There), film américain réalisé par Hal Ashby, adaptation signée par Jerzy Kosinski de sa propre nouvelle intitulée La Présence (rééditée sous le titre M. Chance), avec Peter Sellers, Shirley MacLaine et Melvyn Douglas
- 2019 : The Painted Bird (Nabarvené ptáče), film tchèque réalisé par Václav Marhoul, avec Stellan Skarsgård, Harvey Keitel et Julian Sands